# Lac du Serpent (rivière au Serpent Sud-Ouest)
Pour les articles homonymes, voir Serpent (homonymie).
Le lac du Serpent est un plan d'eau douce du bassin versant de la rivière Péribonka, situé sur la rive Nord-Ouest du fleuve Saint-Laurent, dans le territoire non organisé de Passes-Dangereuses, dans la municipalité régionale de comté (MRC) de Maria-Chapdelaine, dans la région administrative de la Saguenay–Lac-Saint-Jean, dans la province de Québec, au Canada.
La foresterie constitue la principale activité économique du secteur ; les activités récréotouristiques en second.
Le bassin versant de la rivière Lapointe est desservi par la route forestière R0274 qui passe au Nord du lac du Goéland et au Nord-Ouest du lac du Serpent. La vallée de la rivière Lapointe est aussi desservie par quelques routes secondaires desservent la zone pour les besoins de la foresterie et des activités récréotouristiques,,.
La surface du lac du Serpent est habituellement gelée de la fin novembre au début avril, toutefois la circulation sécuritaire sur la glace se fait généralement de la mi-décembre à la fin mars.

## Géographie
Les principaux bassins versants voisins du lac du Serpent sont :
- côté Nord : rivière au Serpent Sud-Ouest, rivière au Serpent, rivière Lapointe, lac Maupertuis ;
- côté Est : rivière au Serpent, rivière Ashiniu, rivière des Prairies, rivière Kauashetesh, rivière Péribonka ;
- côté Sud : lac Dulain, lac de Courbière, lac D'Ailleboust, lac Étienniche, rivière Étienniche, rivière D'Ailleboust, rivière Alex ;
- côté Ouest : lac du Goéland, rivière au Serpent Sud-Ouest, rivière du Sapin Croche, rivière Henri, rivière Mistassibi Nord-Est, rivière Mistassibi[1].

Le lac du Serpent comporte une longueur de 7,2 km, une largeur maximale de 3,2 km et une altitude de 399 m. Ce lac étroit, orienté en longueur dans l’axe Nord-Sud, s’alimente surtout de la décharge du lac Dulain, de la rivière au Serpent Sud-Ouest et de la rivière Lapointe.
L’embouchure du lac du Serpent est localisée au Nord du lac, soit à :
- 3,3 km au Sud-Ouest du cours de la rivière au Serpent ;
- 5,4 km au Sud de l’embouchure de la rivière au Serpent Sud-Ouest (confluence avec la rivière au Serpent) ;
- 42,0 km au Nord-Ouest de l’embouchure de la rivière au Serpent (confluence avec la rivière Péribonka) ;
- 27,1 km au Sud-Ouest de l’embouchure du lac Péribonka (traversé par la rivière Péribonka) ;
- 22,9 km au Nord-Ouest du cours de la rivière Mistassibi Nord-Est ;
- 124,4 km au Nord de l’embouchure de la rivière Péribonka ;
- 162 km au Nord-Ouest du centre-ville de Saguenay[1].

À partir de l’embouchure du lac du Serpent, le courant suit le cours de la rivière au Serpent Sud-Ouest sur 11,5 km vers le Nord, de la rivière au Serpent sur 62,3 km vers le Sud-Est, le cours de la rivière Péribonka sur 150,3 km vers le Sud, traverse le lac Saint-Jean sur 29,3 km vers l’Est, puis emprunte sur 155 km le cours de la rivière Saguenay vers l’Est jusqu'à la hauteur de Tadoussac où il conflue avec le fleuve Saint-Laurent.

## Toponymie
Le toponyme « Lac du Serpent » a été officialisé le 5 décembre 1968 par la Commission de toponymie du Québec.